# Chloridolum papuanum
Chloridolum papuanum är en skalbaggsart som beskrevs av J. Linsley Gressitt 1951. Chloridolum papuanum ingår i släktet Chloridolum och familjen långhorningar.
Artens utbredningsområde är Irian Jaya. Inga underarter finns listade i Catalogue of Life.